# Чётность нуля
Чётность нуля  — общепринятый математический факт, который, однако, иногда вызывает сомнения.
То, что ноль — чётное число, сразу следует из определения чётного числа. По определению, чётное число — целое число, которое делится на 2 без остатка. Ноль полностью удовлетворяет этому определению. Он также обладает всеми свойствами чётных чисел — например, он с обеих сторон граничит с нечётными числами.
Ноль также подчиняется всем закономерностям, характерным для других чётных чисел. Правила арифметики, такие как: «разность чётных чисел чётна», предполагают, что 0 тоже должен быть чётным числом: {\displaystyle 0=4-4.}
Тем не менее части людей принять чётность нуля труднее, чем чётность другого натурального числа вроде 2, 4, 6 или 8. Либо они вовсе не могут этого сделать, либо ошибочно видят в нуле нечётное (или имеющее двойственную чётность) число.

## Почему ноль является чётным
Чтобы доказать, что ноль является чётным, можно непосредственно использовать стандартное определение «чётного числа». Число называют чётным, если это число кратно 2. Например, причиной того, что число 10 является чётным, является то, что оно равно  5 × 2. В то же время, ноль также является целым кратным 2, то есть  0 × 2, следовательно, ноль является чётным.
Кроме того, можно объяснить, почему ноль является чётным, не применяя формальных определений.

### Простые объяснения
Ноль — это число, а числа используются для счёта. Если существует множество объектов, то числа используют, чтобы описать, сколько их. Ноль — это мера в случае, когда нет ни одного объекта; в более формальном смысле, это количество объектов в пустом множестве. Используя понятие чётности, создадим группы по паре объектов. Если объекты множества можно разделить и маркировать по парам без остатка, тогда количество объектов чётное. Если существует объект, не вошедший в группы, тогда количество объектов является нечётным. Пустое множество содержит 0 пар объектов и не имеет никакого остатка от такой группировки, поэтому ноль является чётным.
Все эти доводы можно проиллюстрировать, нарисовав объекты по парам. Трудно изобразить нулевые пары или показать отсутствие нечётного остатка, поэтому удобным будет нарисовать другие группы и сравнить их с нулём. Например, в группе из пяти объектов существуют две пары. Кроме того, в ней есть объект, который не относится ни к одной паре — поэтому число 5 является нечётным. В группе из четырёх объектов нет объектов, которые остались, только две пары, поэтому 4 является чётным. В группе только с одним объектом нет пар и есть один остаток, поэтому 1 является нечётным. В группе с нулём объектов нет пар и нет остатка, поэтому 0 является чётным.
Числа можно изобразить с помощью точек на числовой оси. Если на ней нанести чётные и нечётные числа, их общая закономерность становится очевидной, особенно если добавить и отрицательные числа:
Чётные и нечётные числа чередуются между собой. Нет причины пропустить число ноль.
С помощью операции умножения чётность можно определить более формальным образом, используя арифметические выражения. Для каждого целого числа будет актуальна одна из форм:  (2 × N) + 0 или  (2 × N) + 1. Первое выражение соответствует чётным числам, а второе нечётным. Например, 1 является нечётным, поскольку 1 = (2 × 0) + 1, а 0 будет чётным, так как 0 = (2 × 0) + 0. Если такие выражения записать в таблицу по порядку, снова получим закономерность как на числовой оси.

## Со стороны математики
Численные результаты теории обращаются к основной теореме арифметики и алгебраическим свойствам чётных чисел, поэтому вышеупомянутое соглашение имеет далеко идущие последствия. Например, факт, что положительные числа имеют уникальную факторизацию, означает, что для отдельного числа можно определить, имеет ли оно чётное или нечётное количество различных простых множителей. Поскольку 1 не является простым числом, а также не имеет простых множителей, оно является пустым произведением простых чисел; поскольку 0 — чётное число, 1 имеет чётное количество простых множителей. Из этого следует, что функция Мёбиуса принимает значение μ (1) = 1, что необходимо, чтобы она была мультипликативной функцией и работала формула вращения Мёбиуса.
Ноль является нейтральным элементом по сложению группы чётных чисел, а также базой для рекурсивного определения других чётных натуральных чисел. Применение такой рекурсии по теории графов к вычислительной геометрии полагается на его чётность[прояснить]. Ноль делится не только на 2 — на все её степени. В этом смысле он — «самое чётное» число.

## В образовании
Вопрос, является ли ноль чётным числом, поднимался в системе школьного образования Великобритании. Проводились многочисленные опросы мнения школьников по данному вопросу. Выяснилось, что ученики по-разному оценивают чётность нуля: некоторые считают его чётным, некоторые — нечётным, иные полагают, что он является особым числом — и тем и другим одновременно или ни тем ни другим. Причём ученики пятых классов дают правильный ответ чаще, чем ученики шестых классов.
Как показали исследования, даже преподаватели в школах и вузах недостаточно осведомлены о чётности нуля. Так, например, порядка 2/3 преподавателей Университета Южной Флориды ответили «нет» на вопрос «Является ли ноль чётным числом?».